# Соснові
Сосно́ві (Pinaceae, Соснува́ті) — родина рослин класу хвойних і порядку соснових. До родини належать такі добре відомі роди дерев як сосни, ялини, кедри, модрини, ялиці тощо. В 11 родах налічується 244 види.

## Таксономічні нотатки
Соснові трапляються в палеонтологічному літописі починаючи з крейдяного періоду. Родина спочатку включала всі хвойні рослини, але натепер обмежується чітко монофілетичною групою об'єднаною характеристиками зрілих шишок: приквітко-лусковий комплекс складаються з добре розвинених лусок, які вільні від стягувальних приквітків для більшої частини їхньої довжини, 2 насінні зачатки на зовнішній поверхні кожної луски, і (як правило, очевидне) насіннєве крило, розвинене із шишкової луски. Характеристики шишок і насіння слугують для розрізнення родини на 4 підродини.

## Опис
Однодомні, рідше дводомні, смолисті й ароматичні дерева, інколи кущі. Листки соснових (хвоя) голчасті або лінійні, цупкі або м'які, розташовані спірально, поодиноко (на видовжених пагонах), пучками або попарно (на вкорочених пагонах), досить різні у поперечному перерізі. У більшості родів листки вічнозелені (живуть 3–12 років).
Мікростробіли поодинокі або в густих зібраннях — метастробілах. Мікроспорофіли лускуваті, із загнутим угору плівчастим кінцем. Мікроспорангіїв — два. Мікроспори мають два повітряних міхурці (за винятком модрини, тсуги та псевдотсуги) Шишки складаються з лусок двох типів — покривних та насінних. При основі останніх є два обернених насінні зачатки. Шишки дозрівають протягом 1–3 років. У них утворюється насіння з плівчастим крилом, рідше безкриле, горіхоподібне. У зародку є від двох до 18 сім'ядолей.

## Поширення
Родина містить 11 родів і близько 250 видів, поширених у північній півкулі на південь до Вест-Індії, Центральної Америки, Японії, Китаю, Індонезії (один вид, Pinus merkusii, перетинає екватор на Суматрі), Гімалаїв, і Північної Африки. Члени родини є панівною рослинністю на великих площах, включаючи тайгові, гірські й прибережні місцевості. Різні види, найбільш часто Pinus radiata, були широко впроваджені для виробництва деревини в країнах Африки південніше від Сахари, Південній Америці, Австралії та Нової Зеландії. В Україні трапляється 10 дикорослих видів з чотирьох родів, культивується понад 70 видів з 7 родів.

## Класифікація
- - †Eathiestrobus
- Підродина Pinoideae
  - Сосна (Pinus)
- Підродина Piceoideae
  - Ялина (Picea)
- Підродина Laricoideae
  - Катая (Cathaya)
  - Модрина (Larix)
  - Псевдотсуга (Pseudotsuga)
- Підродина Abietoideae
  - Ялиця (Abies)
  - Кедр (Cedrus)
  - Псевдомодрина (Pseudolarix)
  - Keteleeria (Кателеерія)
  - Nothotsuga (Нототсуга)
  - Тсуга (Tsuga)

## Галерея

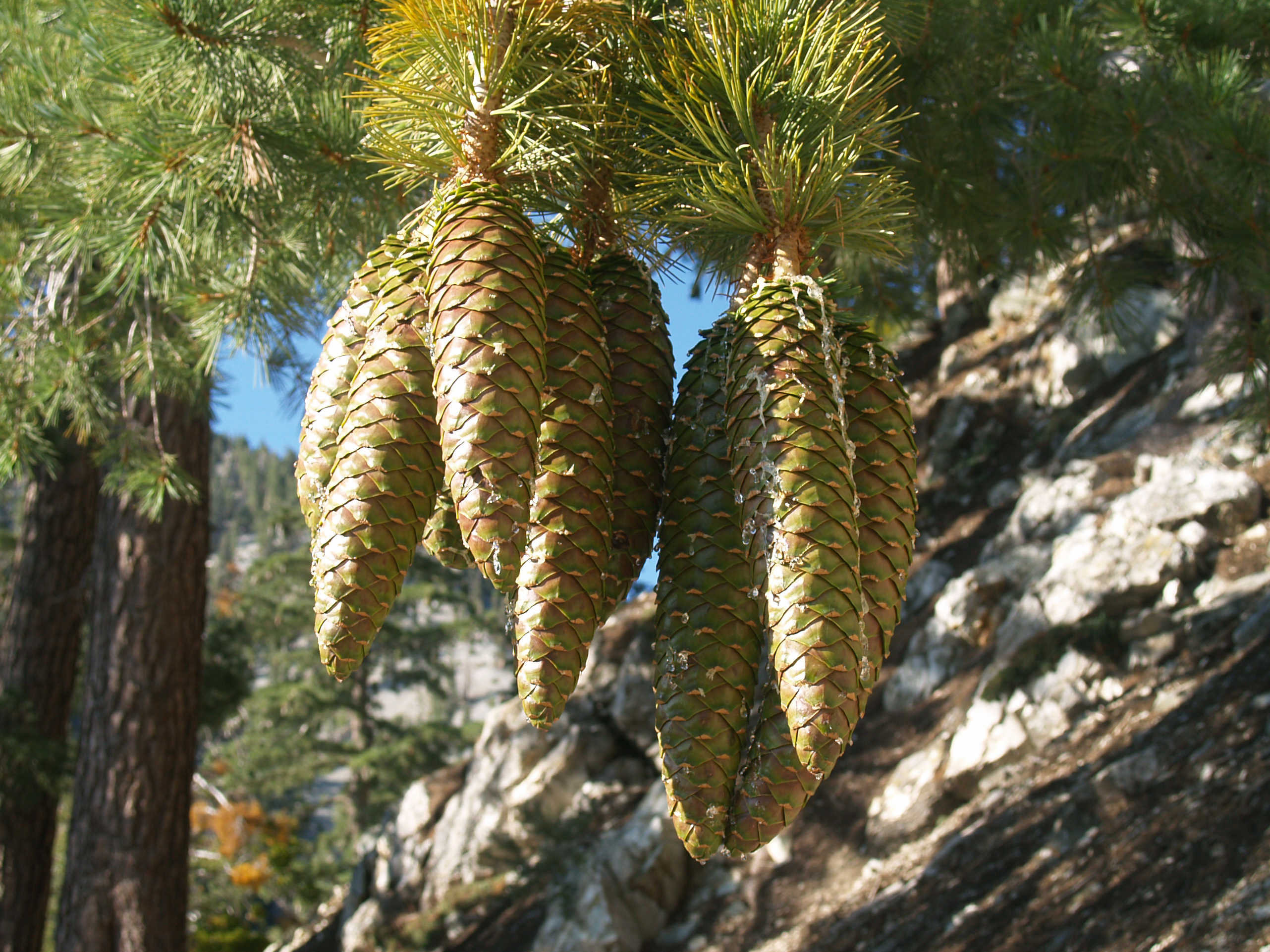
Pinus lambertiana
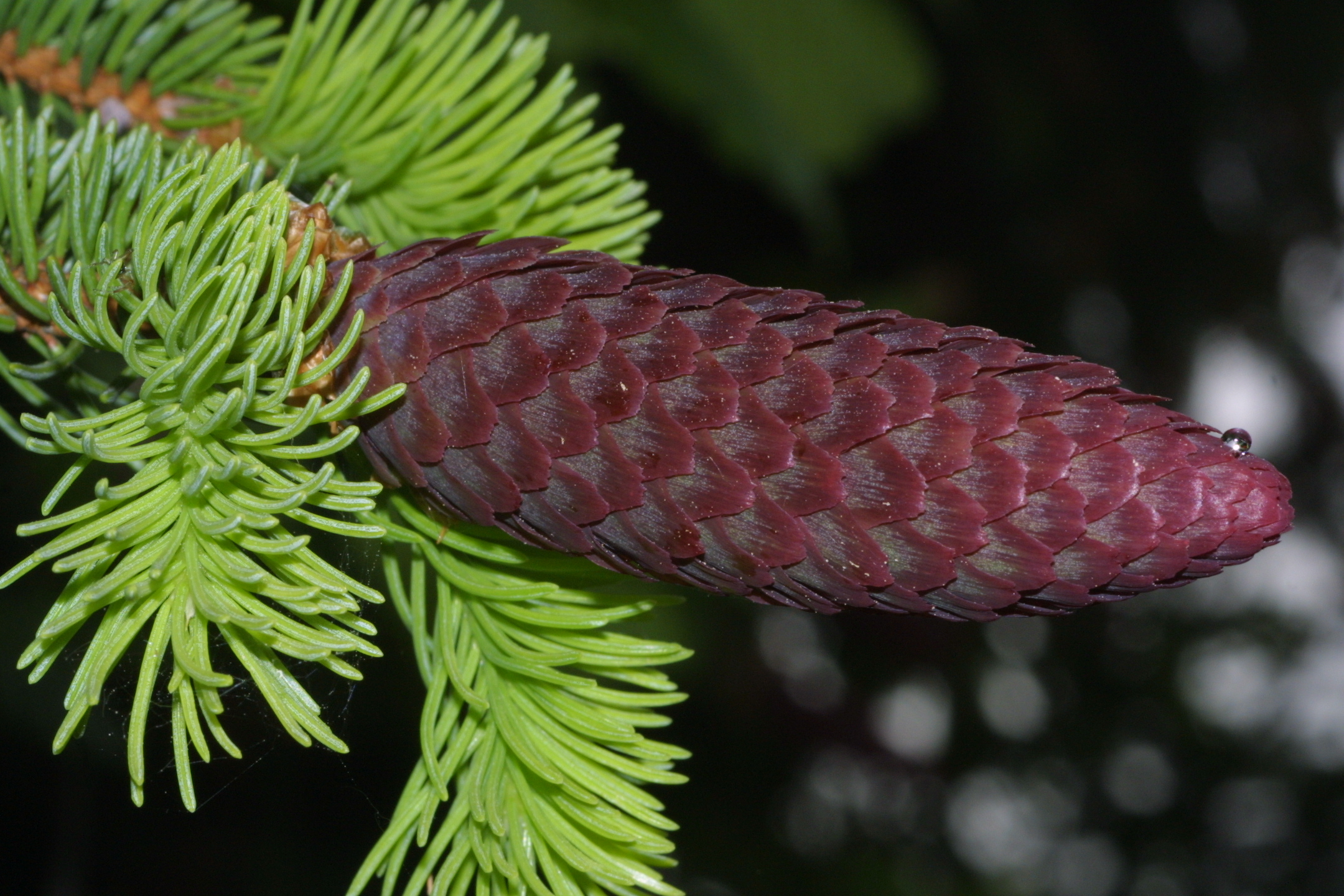
Picea abies
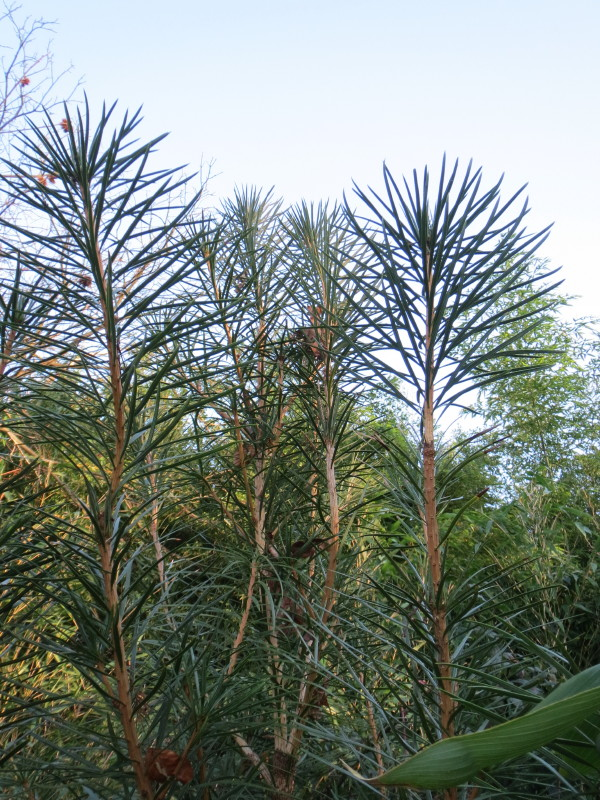
Cathaya argyrophylla
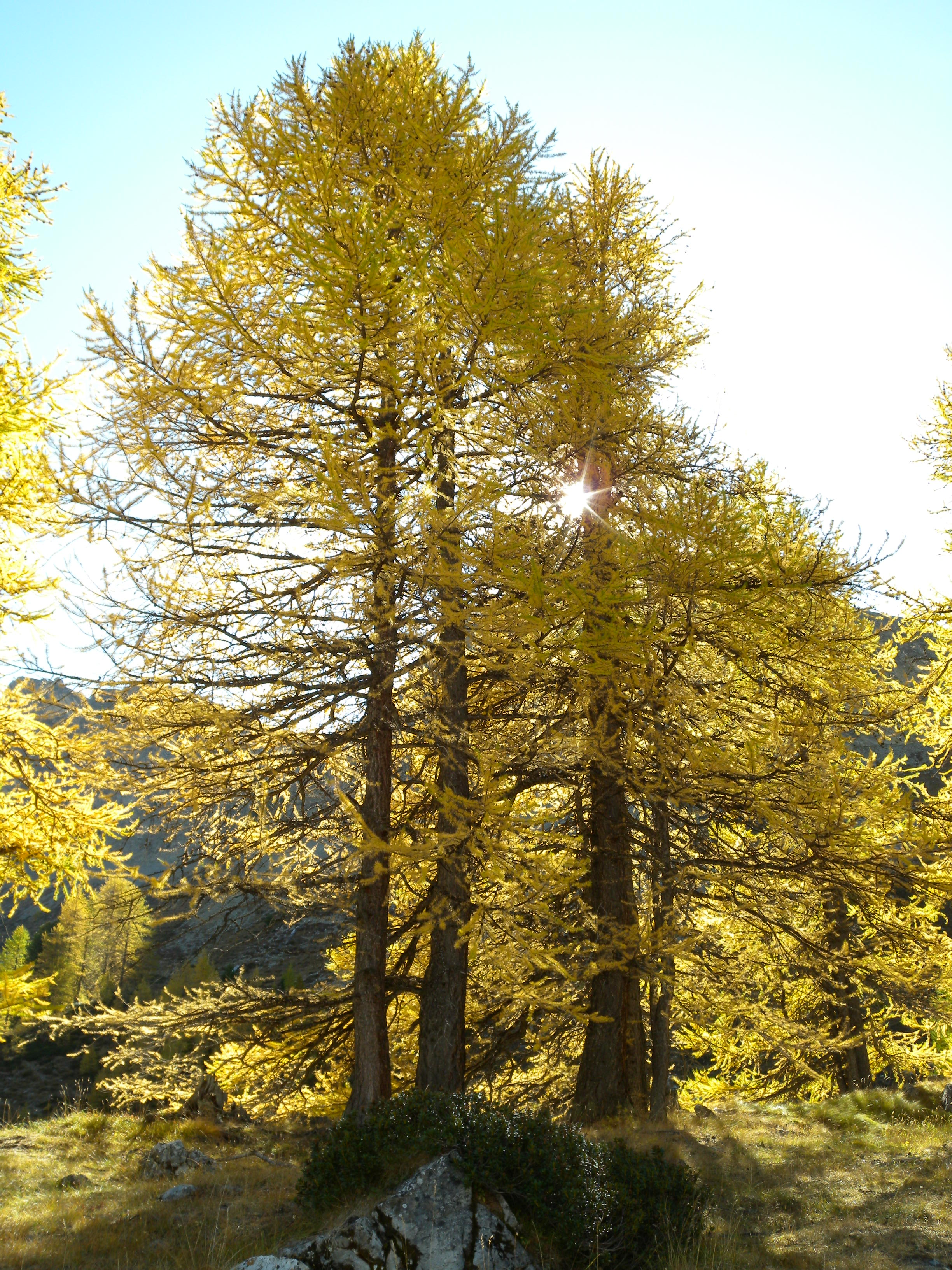
Larix decidua
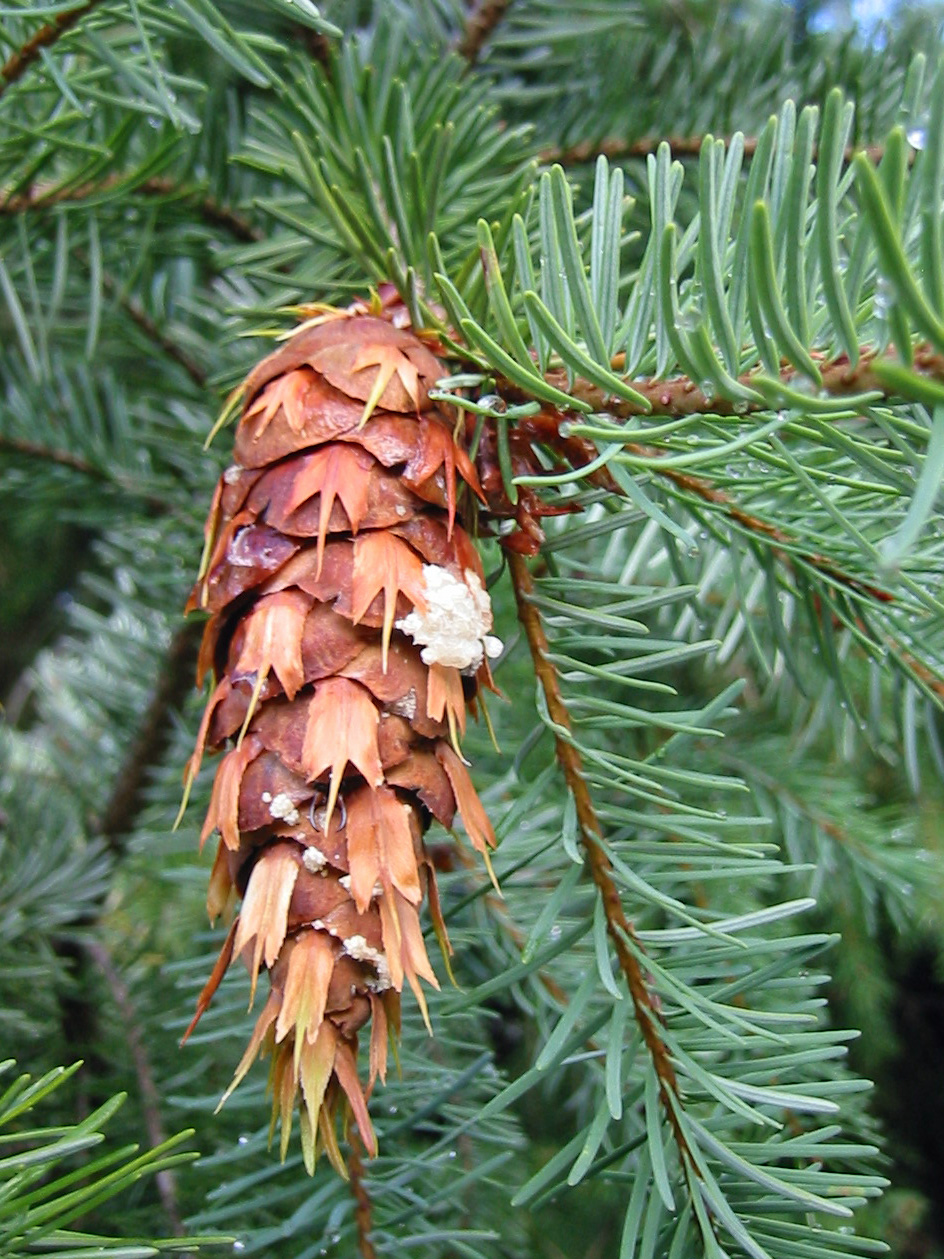
Pseudotsuga menziesii
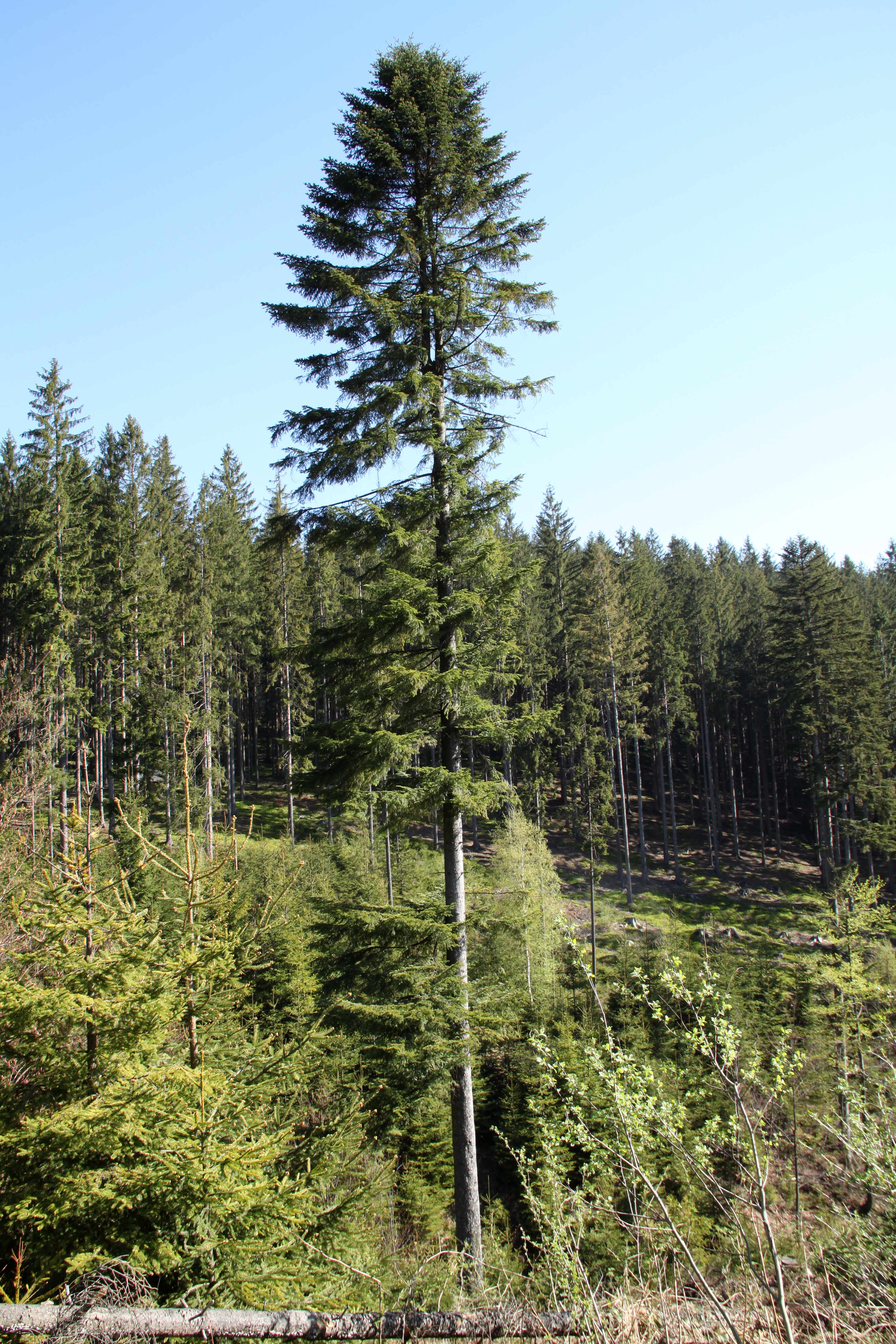
Abies alba
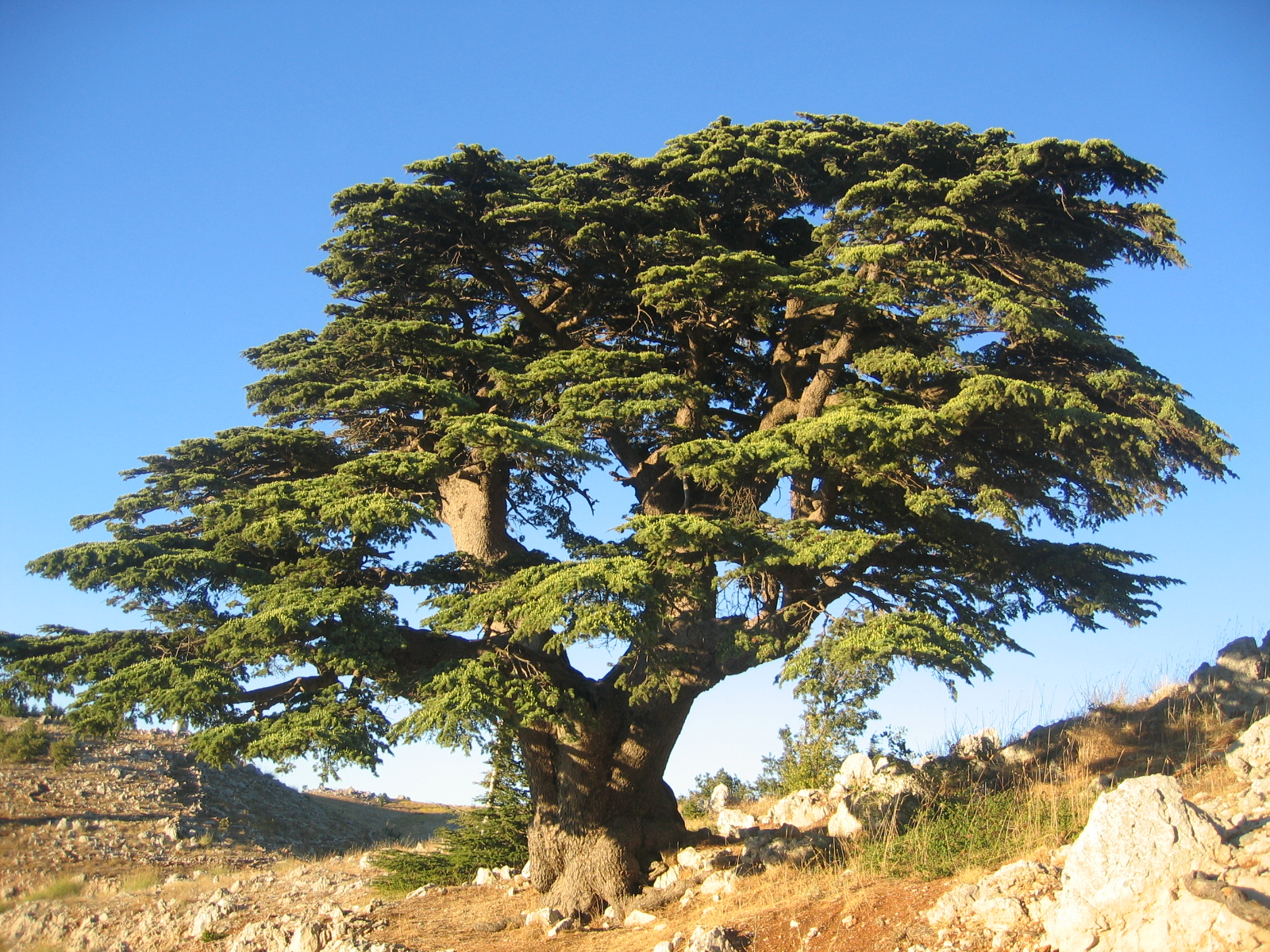
Cedrus libani
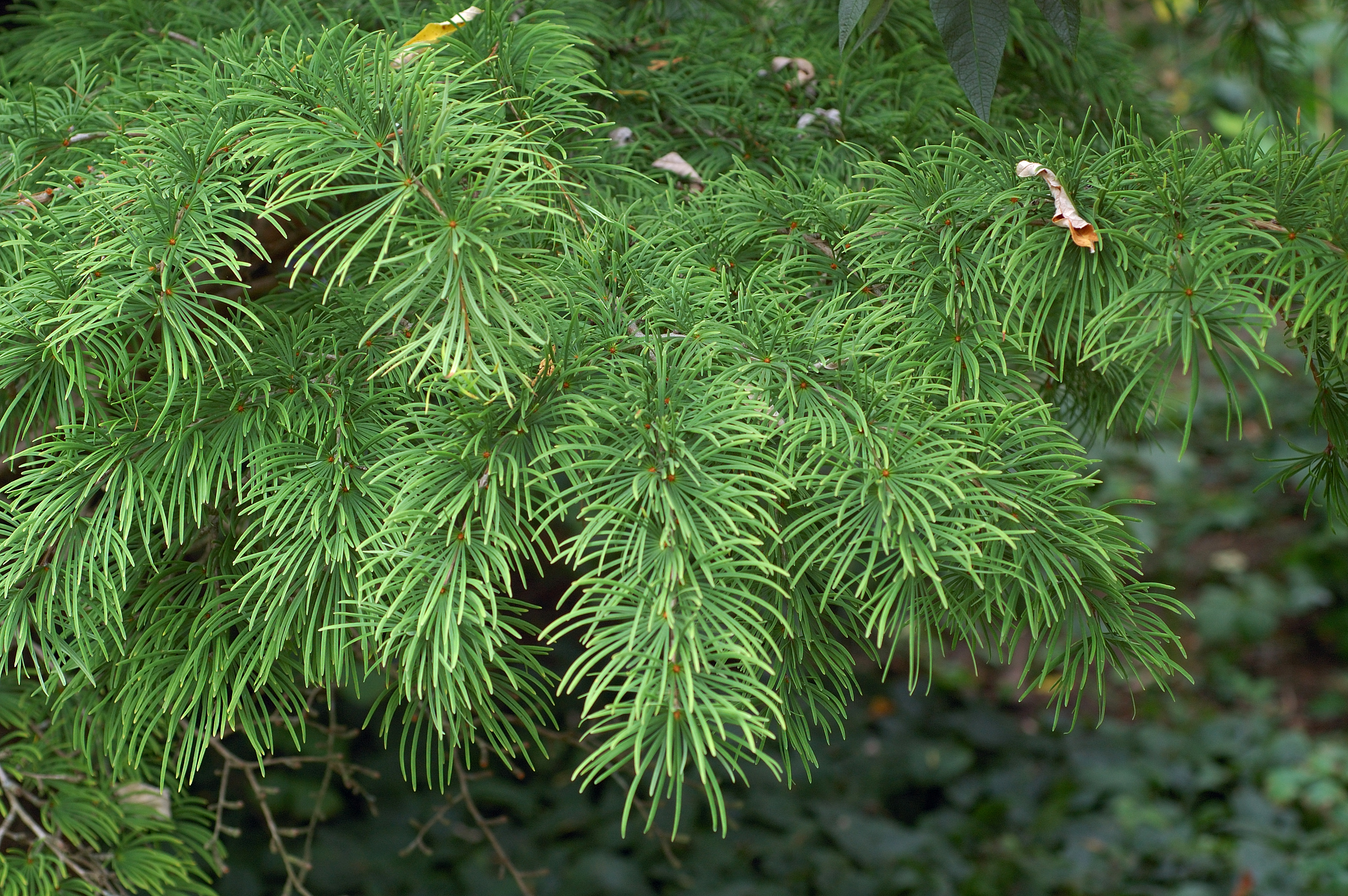
Pseudolarix amabilis
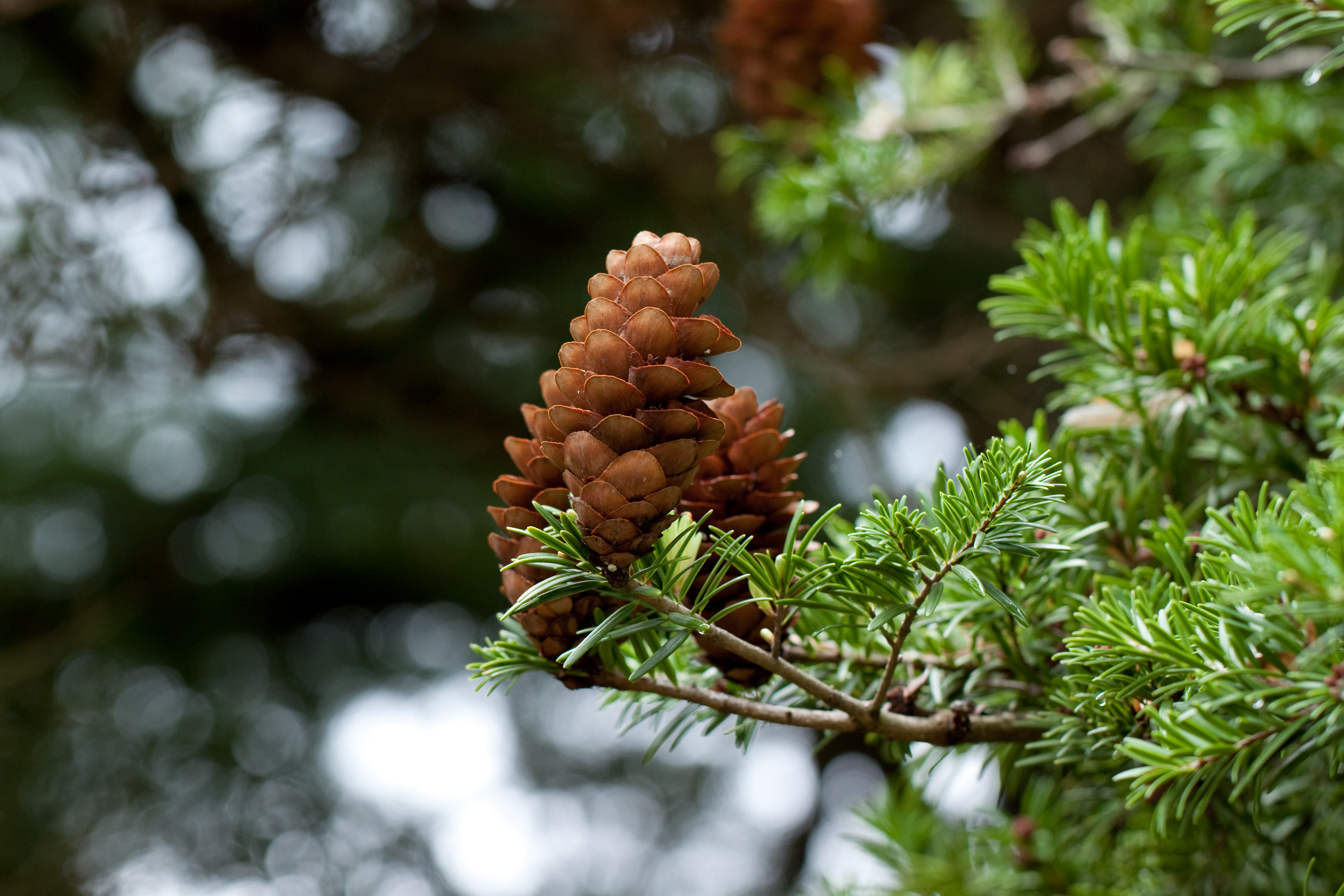
Keteleeria davidiana
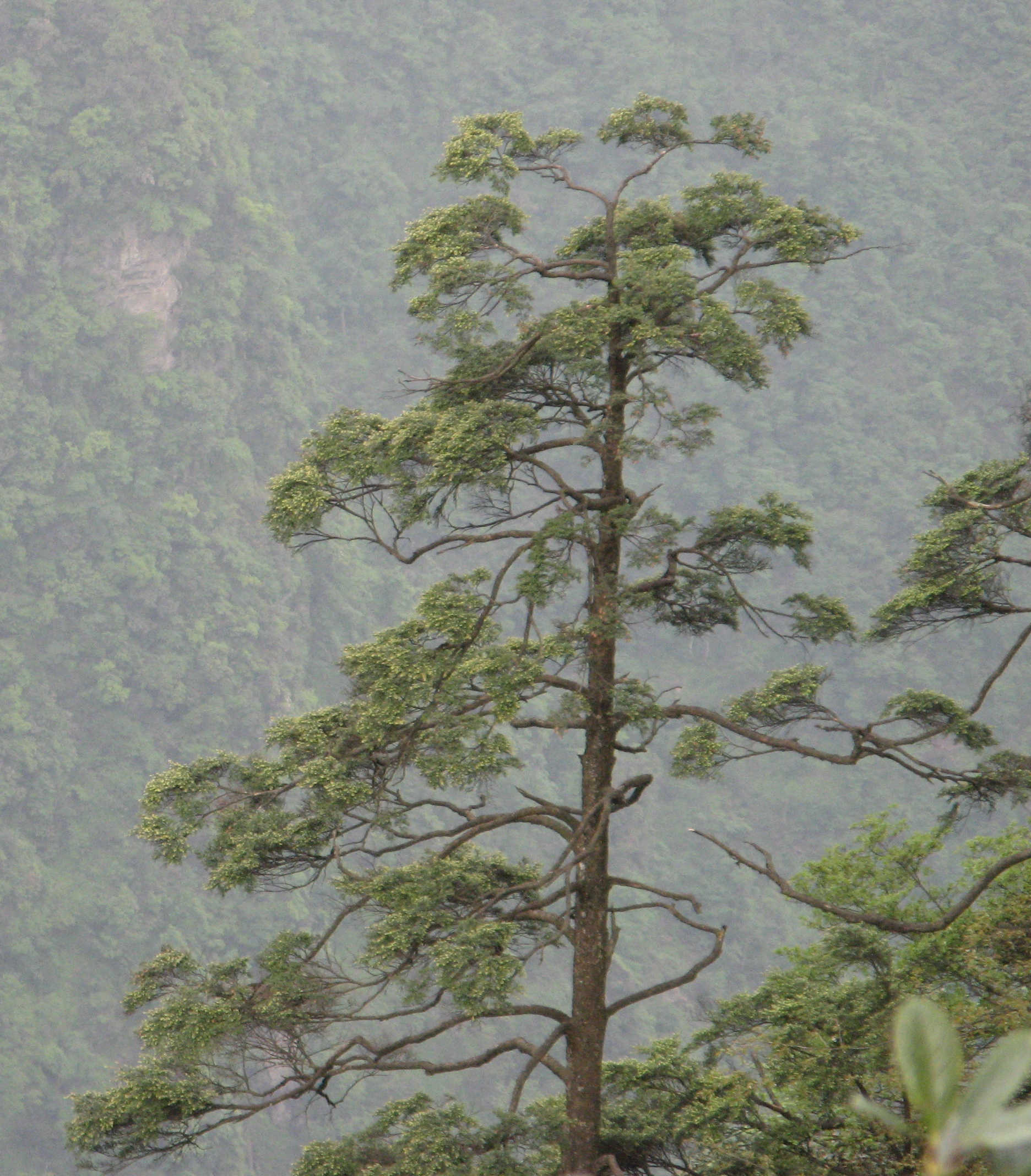
Tsuga dumosa